# Scherptediepte

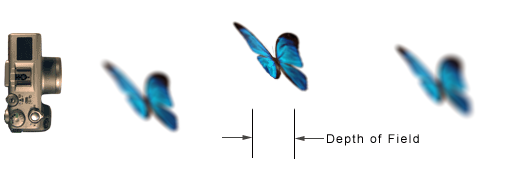
Scherptediepte is het gebied waarin de foto scherp genoeg wordt afgebeeld. In bovenstaand voorbeeld is dat dus de middelste vlinder, de andere vlinders vallen buiten de scherptediepte en zijn dus onscherp

Effect van diafragmaopening op onscherpte en scherptediepte. De scherp afgebeelde punten (2) worden in het beeldvlak (5) geprojecteerd, maar beeldpunten op andere afstanden (1 en 3) worden onscherp afgebeeld doordat zij verstrooiingscirkels vormen. Wordt de diafragmaopening verkleind (4, rechts), dan worden de verstrooiingscirkels van de buiten het scherpafgebeelde voorwerpsvlak liggende punten kleiner, zodat de onscherpte niet meer waar te nemen is en alle punten binnen de scherptediepte vallen

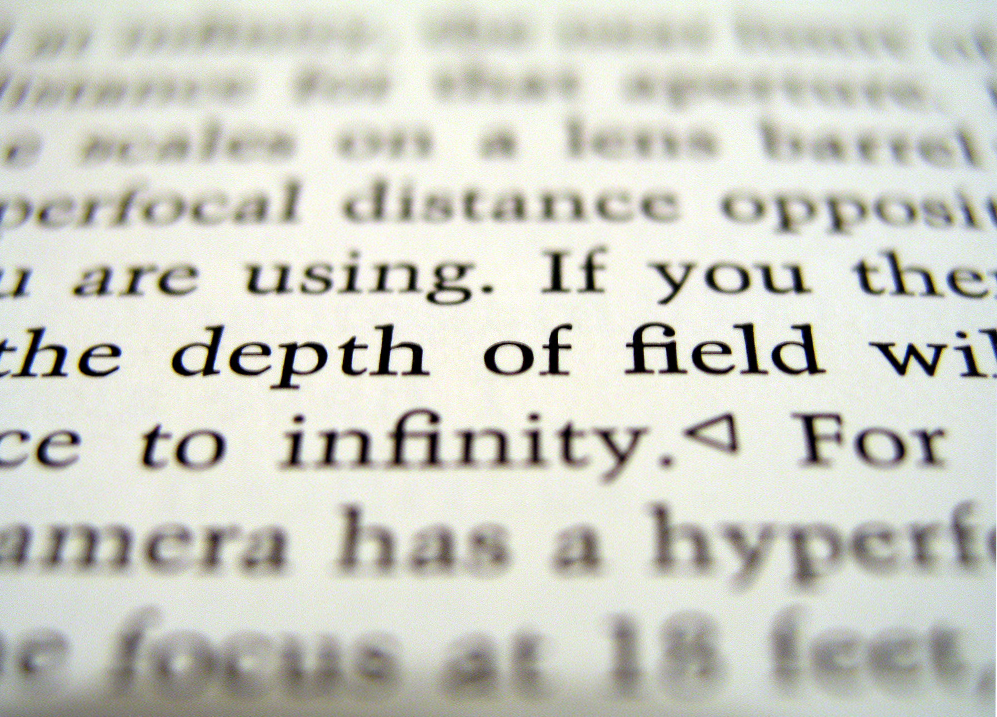
Een tekst is hier gefotografeerd met een kleine scherptediepte

Scherptediepte is de afstand tussen de dichtstbijzijnde en verste punten die acceptabel scherp worden afgebeeld. Deze afstand wordt beïnvloed door de kwaliteit van de lens, het lichtgevoelige materiaal, de gebruikte diafragmaopening en de afstand waarop wordt scherpgesteld.

## Verstrooiingscirkels
De verstrooiingscirkel van een punt van een gefotografeerd object is de weergave van dat punt als cirkelschijf op de gevoelige plaat zoals film of beeldsensor. Bij perfecte apparatuur en perfecte scherpstelling op basis van de afstand is dit in principe een punt. Als echter punten op verschillende afstanden samen op één foto komen kan deze scherpte maar voor één afstand bereikt worden, punten op kortere en langere afstanden worden cirkelschijven.

## Scherptediepte
De scherptediepte is het gebied in de voorwerpsruimte, waarbinnen de verstrooiingscirkels niet groter zijn dan de toelaatbare onscherpte. In de kleinbeeldfotografie wordt daarbij uitgegaan van een maximale diameter van de verstrooiingscirkels van 0,03 mm. Voor andere formaten (waaronder ook digitale camera's) moet deze waarde worden gedeeld door de crop-factor van dat formaat.
Wanneer de diafragmaopening wordt verkleind, zal de lichtkegel veel spitser binnenvallen. De cirkels (verstrooiingscirkels) worden dan ook kleiner en dus scherper afgebakend. Om nu te bepalen wat door mensen als scherp wordt beschouwd, zijn er afspraken gemaakt die er voor het kleinbeeldformaat op neerkomen dat „scherp” overeenkomt met een verstrooiingscirkel met een diameter kleiner dan 0,03 mm.
De scherptediepte is dus het hele gebied (niet alleen op het vlak waarop is scherpgesteld, maar ook het gebied ervoor en erachter) in de voorwerpsruimte waarvan de verstrooiingscirkels in de beeldruimte kleiner zijn dan 0,03 mm. Het scherptevlak ligt overigens niet precies midden in dit gebied; de scherpte van het gebied vóór het scherpstelvlak is kleiner dan het gebied erachter. Bij de zogenaamde hyperfocale afstand loopt het scherptegebied achter het scherpstelpunt door tot in het oneindige.
Het objectief of zoomlens geeft ook aan, welke afstanden scherp worden afgebeeld. Het middelpunt is de grootste diafragma opening. Aan weerszijden van dit middelpunt bevinden zich streepjes (objectief) of lijnen (zoomlens), met de diafragma waarden of kleuren die overeenkomt met het ingestelde diafragma.
Voorwerpen die dichter bij of verder weg liggen dan het scherptevlak, worden dan onscherp weergegeven. De scherptediepte kan worden vergroot (zodat het gebied dat scherp wordt afgebeeld zich uitbreidt) door een diafragma in te stellen dat het gebruikte lensoppervlak verkleint, maar dit gaat dan ten koste van de lichtsterkte. Naast het diafragma zijn de afstand tot het scherpstelpunt en de brandpuntsafstand van de lens de factoren die de scherptediepte bepalen:
- Hoe groter de brandpuntsafstand, hoe kleiner de scherptediepte
- Hoe kleiner het diafragma (dus hoe hoger het diafragmagetal of F-getal), hoe groter de scherptediepte
- Hoe kleiner het opnameformaat (denk aan compact digitale camera's), hoe groter de scherptediepte

## Scherptediepte bij groothoeklens versus telelens
Een groothoeklens (met een korte brandpuntsafstand) heeft een veel grotere scherptediepte dan een telelens (met een grote brandpuntsafstand), de scherptediepte is namelijk omgekeerd evenredig met het kwadraat van de brandpuntsafstand maar dat gaat alleen op bij dezelfde instelafstand en diafragma.
Op korte afstand, maar een gelijke afbeeldingsmaatstaf, is de scherptediepte vrijwel gelijk. Het perspectief verandert wel. Op grotere afstanden is dit niet meer het geval. Zie berekening.

## Scherptediepte kleinere formaten, bijvoorbeeld bij een digitale compact camera.
Digitale compact camera's hebben over het algemeen een sensor die veel kleiner is dan het formaat van bijvoorbeeld kleinbeeldfilm (36mm × 24 mm). Een compact camera heeft bijvoorbeeld een sensoroppervlak van (6 mm × 4 mm). Hierdoor wordt de afbeeldingsmaatstaf veel kleiner en daardoor de scherptediepte aanzienlijk groter. Een camera met een sensor die 6 keer zo klein is, levert een scherptediepte alsof het diafragma zes keer zo klein is. De scherptediepte is in de volgende situatie ongeveer gelijk. Beeldhoek gelijk, scherpstelafstand 5 meter, kleinesensorcamera met een diafragma van f/2,8, en 35mm-camera (full frame) met een diafragma van f/16.

## Wenselijkheid van scherptediepte
In de fotografie wordt de scherptediepte van een foto onder meer artistiek gebruikt. Het is niet automatisch zo dat de grootste scherptediepte ook de mooiste foto oplevert; vaak is het mooier als alleen het hoofdonderwerp van de scène goed scherp wordt afgebeeld. Ook kan een onscherpe afbeelding van voor- of achtergrond een dieptewerking geven. Afhankelijk van het gewenste effect kan de fotograaf kiezen voor een grote of geringe scherptediepte door de keuze van het objectief en het diafragma. Het niet kunnen kiezen voor een geringe scherptediepte bij de compacte digitale camera wordt dan door fotografen ook vaak als het grootste nadeel van dit type camera gezien. Er is zelfs een apart begrip voor de kwaliteit van de onscherpte, dit wordt bokeh genoemd.

## In de praktijk

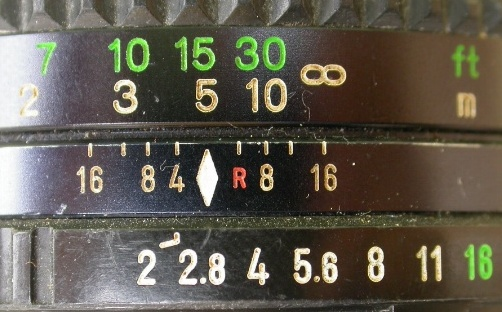
Scherptediepteschaal die aangeeft dat het beeld bij diafragma f/16 scherp is van 2,7 m tot oneindig. Dit objectief staat echter op f/2,8

De afstandsinstelring op objectieven is vaak voorzien van extra aanduidingen die de scherptediepte bij verschillende diafragmawaarden aangeven. Deze schaal staat dan naast de streep die de ingestelde afstand aanwijst; de kleinste diafragmawaarde (grootste lensopening) staat dan het dichtst bij de afstandsstreep. Bij zoomobjectieven zijn meerdere schalen van toepassing, omdat de scherptediepte met de brandpuntsafstand varieert.
Als de scherptediepte kritisch is, is het aan te bevelen zowel de minimale als de maximale afstand te meten (door erop scherp te stellen, of met een meetlint) en het diafragma zo te kiezen dat beide afstanden binnen het op het objectief aangegeven schaalbereik vallen.

## Scherptevlak
Het vlak waarop scherp wordt gesteld en waarvoor en waarachter zich de scherptediepte afspeelt. Bij normale camera's ligt dit vlak evenwijdig aan de film in het toestel. Bij technische camera's kan het objectief ten opzichte van het filmvlak worden gekanteld waardoor het scherptevlak (volgens de voorwaarde van Scheimpflug) heel anders kan komen te liggen. Ook dan is de scherptediepte een bandbreedte voor en achter dit vlak hoewel dit dan geredeneerd is vanuit de lens en niet vanuit het projectievlak.

## Berekening

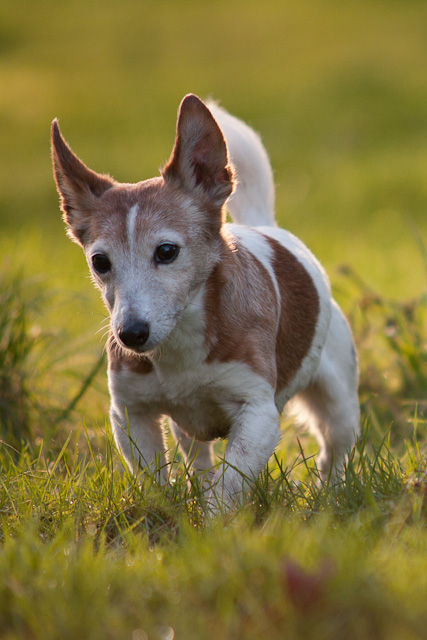
Voorbeeld van een foto met een kleine scherptediepte

Als de hyperfocale afstand en diafragmawaarde bekend zijn, kan de scherptediepte met de volgende formules worden berekend:
{\displaystyle A={\frac {H\cdot v}{H+v}}} en {\displaystyle B={\frac {H\cdot v}{H-v}}}
Waarin {\displaystyle A} de afstand is tussen objectief en het begin van de scherptediepte, {\displaystyle B} is afstand van objectief tot einde scherptediepte. {\displaystyle H} is hyperfocale afstand en {\displaystyle v} de instelafstand.
Voorbeeld 1: een objectief met een brandpuntsafstand f van 135 mm, ingesteld op v = 5 m, het diafragmagetal N is 11, de verstrooiingscirkel c is 1/30 mm en bedoeld voor een kleinbeeldcamera.
H de hyperfocale afstand wordt berekend met: :{\displaystyle H\approx {\frac {f^{2}}{N\cdot c}}}
{\displaystyle H={\frac {135\cdot 135}{11\cdot 0{,}033}}\,\mathrm {mm} ={\frac {18225}{0{,}367}}\,\mathrm {mm} =49705\,\mathrm {mm} }
{\displaystyle A={\frac {4970{,}5\cdot 500}{4970{,}5+500}}\,\mathrm {cm} ={\frac {2485227}{5470{,}5}}\,\mathrm {cm} =454{,}3\,\mathrm {cm} }
{\displaystyle B={\frac {4970{,}5\cdot 500}{4970{,}5-500}}\,\mathrm {cm} ={\frac {2485227}{4470{,}5}}\,\mathrm {cm} =555{,}9\,\mathrm {cm} }
Bovenstaande is geldig voor full frame sensors, ofwel een cropfactor van 1,0. Voor andere sensorafmetingen moet de hyperfocale afstand nog gedeeld worden door de cropfactor.
Verder is het goed te vermelden dat voor de brandpuntsafstand in bovenstaande formules de echte brandpuntsafstand gebruikt moet worden en niet het 35mm-equivalent.